# انتخابات آزاد و منصفانه
انتخابات آزاد و منصفانه، به انتخاباتی گفته می‌شود که در آن، «اجبار، نسبتاً نادر است». این تعریف، توسط دانشمند علوم سیاسی، رابرت دال، رواج یافت. یک انتخابات آزاد و منصفانه، شامل آزادی‌های سیاسی و فرآیندهای منصفانه منتهی به رأی‌گیری، شمارش منصفانه رأی‌دهندگان واجد شرایط که رأی می‌دهند، عدم تقلب انتخاباتی یا سرکوب رأی‌دهندگان و پذیرش نتایج انتخابات توسط همه احزاب است. یک انتخابات، ممکن است تا حدی استانداردهای بین‌المللی برای انتخابات آزاد و منصفانه را برآورده کند، یا ممکن است برخی از استانداردها را برآورده کند اما برخی دیگر را نه.